# Johann Cochlaeus
Johann Cochlaeus (Cochläus) (Wendelstein,10 de enero de 1479-10 de enero de 1552) fue un humanista y musicólogo alemán, famoso por sus disputas con Martín Lutero.

## Biografía
Llamado Johann Dobneck, nació en una familia pobre en Wendelstein (cerca de Núremberg), donde recibió el apodo de Cochlaeus (espiral), el cual a veces es sustituido por Wendelstinus. Comenzó su educación en Núremberg de la mano del humanista Heinrich Grieninger; en 1504 ingresó en la Universidad de Colonia, donde coincidió con humanistas como Hermann von Neuenahr o Ulrich von Hutten, entre otros. También conoció a Carl von Miltitz, quién más tarde sería nuncio papal. En 1507 se graduó; dejó Colonia en mayo de 1510 para ser profesor en Núremberg, donde redactó varios manuales escolares.
Durante los años 1515-1519 viajó por Italia como tutor de tres sobrinos de Willibald Pirckheimer. En 1515 estuvo en Bolonia, escuchando (con desagrado) a Johann Eck hablando sobre la usura. Consiguió el doctorado en Ferrara (1517), y pasó algún tiempo en Roma, donde fue ordenado sacerdote.
En 1520 fue nombrado deán de la Liebfrauenkirche de Fráncfort. Mantuvo buenas relaciones con el tribunal episcopal de Maguncia y con Girolamo Aleandro de Worms, quién le propuso para un debate sobre la mejor forma de plantar cara a Martín Lutero. Cochlaeus se convirtió así en un opositor al luteranismo. Estuvo presente en la Dieta de Worms (1521) y más tarde en las de Espira (1526 y 1529), Augsburgo (1530) y Ratisbona(1541).
En el otoño de 1523 marchó a Roma ya que no se sentía seguro en Fráncfort, pero regresó al año siguiente, en 1524. Entretanto, sus mecenas y sus amigos de Fráncfort se habían unido a los reformistas. Cochlaeus Acompañó a Lorenzo Campeggio, el nuncio papal en el Sacro Imperio Romano Germánico, a la Convención de Ratisbona como intérprete y miembro de la comisión qué debatía la reforma del clero. Su permanencia en Fráncfort se hizo inviable durante la Guerra de los campesinos alemanes. Huyó a Colonia en 1525 y en 1526 recibió el título de canónigo de la iglesia de San Víctor de Maguncia. Asistió a la Dieta de Espira (1526), pero su esperanza de mantener un debate con Lutero no se cumplió. En 1529 pasó a ser secretario del duque Jorge de Sajonia (el Barbudo), en Dresde y Meißen. La muerte de su mecenas (1539) le obligó a marcharse. Finalmente en septiembre 1539 fue nombrado canónigo de Breslavia, donde en enero de 1552 fallecerá.

## Obras
Cochlaeus fue un escritor prolífico y un adversario temido, lo que le atrajo pocas simpatías. Sus ideas humanistas le hicieron sospechoso para muchos católicos y sus polémicos escritos le ganaron la animadversión de los reformistas.
Publicó bajo el nombre de Wendelstein su primera obra, Musica, 1507. Sus primeros trabajos teológicos serán De Utroque Sacerdotio (1520) y algunos pequeños textos que se publicaron de forma rápida y sucesiva. Durante los años siguientes escribió tratados en contra de las principales tesis de Lutero en De Gratia Sacramentorum, 1522; De Baptismo parvulorum, 1523; Un comentario en 154 artículos y otros. Lutero le contestó con Adversus Armatum Virum Cocleum.
En su Colloqium Cochlaei cum Luthero, Cochlaeus narra su discusión con Lutero el 24 de abril de 1521 donde se tratan temas como el origen de la doctrina luterana de la predestinación, la eucaristía y la autoridad de la Biblia. Después de escribir una serie de panfletos con los que pretendía rebatir los principales puntos de la teología luterana, Cochlaeus se convenció de que seguir discutiendo con Lutero era en vano. Por consiguiente, en vez de tratar de convencer a Lutero, Cochlaeus intentó llegar a un acuerdo con Melanchthon en la Dieta de Augsburgo en 1530, pero sin mucho éxito.
Su biografía de Lutero fue popular e influyente. Se convirtió en modelo y fuente para posteriores polémicas y para sostener el punto de vista según el cual la Reforma protestante era solamente una disputa de envidias entre la Orden de Predicadores (dominicos) y la Orden de San Agustín, tuvo una gran difusión.
Dejó uno de las pocas reseñas contemporáneas de un joven Miguel Servet así como notas sobre el fallido intento de William Tyndale de imprimir su Nuevo Testamento en Colonia en 1525.